# Teoretiskt flöde
Teoretiskt flöde är inom kanalströmningen det flöde som erhålls med Mannings formel utifrån rådande bottenlutning och vattendjup i en kanal, ett öppet dike eller i ett vattendrag. Det teoretiska flödet är kopplat till den teoretiska medelhastigheten.

## Förväxlingsrisk
Det teoretiska flödet (qt) ska inte förväxlas med det verkliga flödet (q), som råder i ett vattendrag, öppet dike eller en kanal. Det är bara när vi har en bestämmande sektion, som det teoretiska flödet sammanfaller med det verkliga flödet (q = qt).